# ブラバス
ブラバス（Brabus ）とはドイツ北西部、ボトロップに本社を構えるチューニングカーメーカーである。

## 概要
事業内容は主にメルセデス・ベンツと、同じダイムラー傘下のスマートのエンジン・足回り・ブレーキ・吸排気・内外装などを独自にチューンアップした“コンプリートカー”と称されるモデルの製造をメインとして、世界106か国の販売拠点で年間およそ7,500台のチューニングカーを販売。同じくベンツのチューニングカーメーカーとして著名なAMG（現在はメルセデスベンツの傘下）の製造したチューニングカーにさらに手を加えてチューンしたモデルの製造も行っている。
日本においては過去に三井物産の自動車事業部が限定モデルとして正規輸入・販売していた。現在はBRABUS JAPANによってチューニングカーが、エクゼによって専用パーツが輸入販売されている。
ドイツ本社では前述のチューニングカー事業のほかに、そこで培ったノウハウを生かしたクラシックカーをフルレストアする部門（Brabus Classic）、キャンピングカーやプレジャーボートの内装装備や外装に豪華カスタムを施す事業部門、ビジネス向けの特装車を製造する部門なども共に展開している。
2008年時点において、ブラバスの全体の売上のうち約30%をドイツ市場が占めていた。

## 歴史
1970年代、ドイツのボード・ブッシュマン（Bodo Buschmann ）は自分の車をカスタマイズしたいと考え始めたが、既存のカスタマイザが彼の思考や要件を満たすことができなかったことで、彼自身のブランドを開始することに決めた。ブッシュマンは当初独自のブランドを立ち上げた後、ブッシュマンの学生時代の友人であるクラウス・ブラックマン（Klaus Brackmann ）を事業に誘い1977年にブラバスを設立した。社名は2人の苗字の先頭3文字ずつから取ったものとなっている。会社の事業目的は、ボード・ブッシュマンの父が経営するメルセデス・ベンツ代理店からの非中核業務のアウトソーシングであった。同社の設立後、ブラックマンは自動車のチューニングや事業運営に関心を示さなかったため、ブッシュマンに会社株式を100ユーロ売却し、弁護士に転身した。
最初のブラバスの製品はメルセデス・ベンツ・W126をチューニングしたモデルだった。1982年にメルセデス・ベンツ車に後部座席用のテレビを装備し販売、数年後にはファックスを車内に組み込んだモデルを製造している。その後1984年にはメルセデス・ベンツ・190Eをチューニングした290馬力5リッターV8モデルを発表、翌1985年にはメルセデス・ベンツ・W124の空力を0.26 まで煮詰めて当時の世界記録を得た。その後メルセデス・ベンツ・W210で当時最速(330 km/h) のセダンを発表した。続くメルセデス・ベンツ・W211では、最高速度350.2 km/hのモデルを発表し、クラス最速の世界記録を保持し続けている。
2012年よりボトロップにて新工場の稼働を開始した。
2022年よりポルシェやロールス・ロイスなどメルセデスベンツと一切関係を持たないメーカーのチューニングを開始。2023年以降はレンジローバーのチューニングモデルも展開予定。

## 主な車種
Sクラス（W221) 

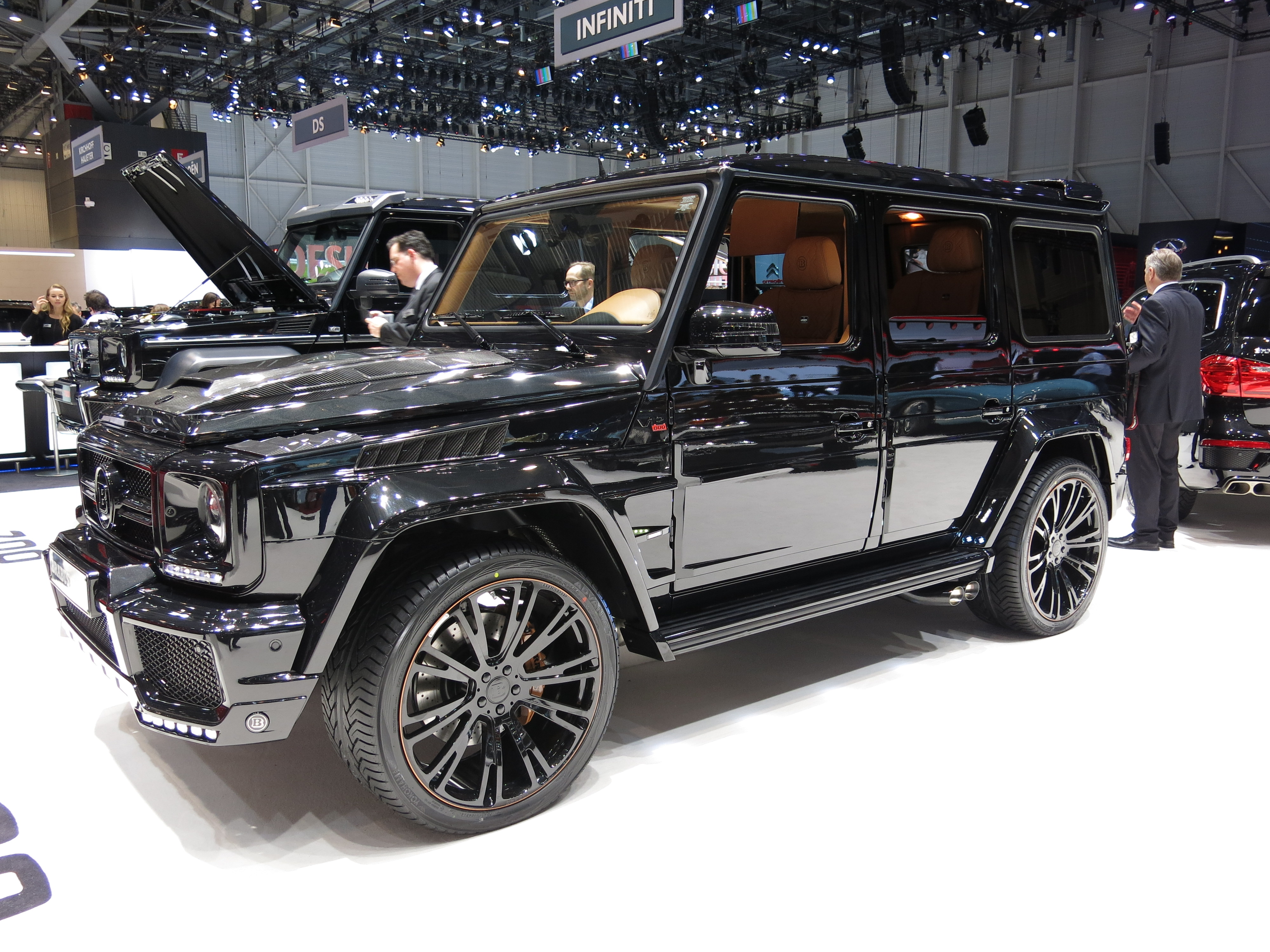
Gクラス

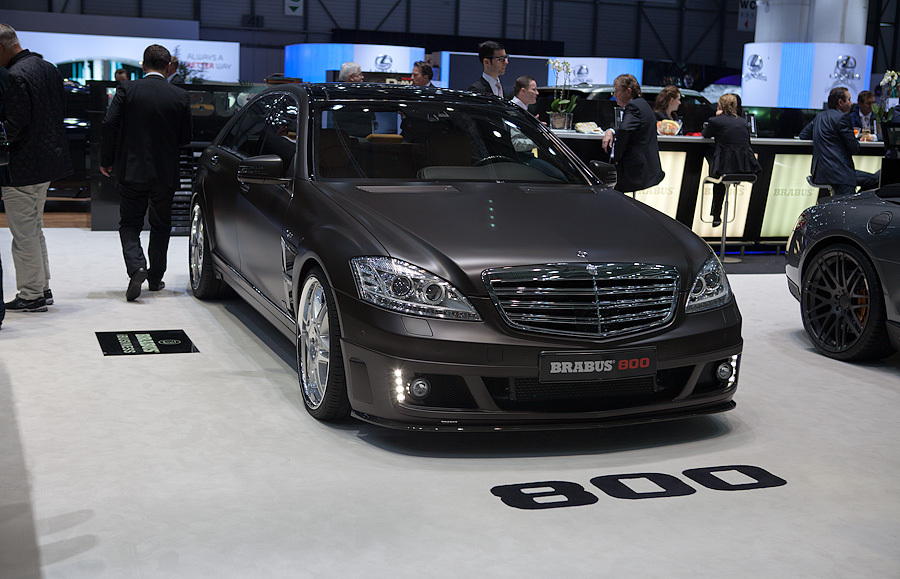
Sクラス

- S-B8（419ps/56.1kgm）/ V8 DOHC 5461cc
- S-T13（630ps/102kgm）/ V12 SOHC BITURBO 5513cc

 CLクラス（C216) 
- CL-B8（419ps/56.1kgm）/ V8 DOHC 5461cc
- CL-T13（630ps/102kgm）/ V12 SOHC BITURBO 5513cc

 SLクラス（R230) 
- SL-B8（419ps/56.1kgm）/ V8 DOHC 5461cc
- SL-B63S（555ps/650Nm）/ V8 DOHC 6208cc

 CLSクラス（W219) 
- CLS-B8（419ps/56.1kgm）/ V8 DOHC 5461cc

 Gクラス（G463) 
- G-B8（419ps/56.1kgm）/ V8 DOHC 5461cc
- G-K8（550ps/79.56kgm）/ V8 DOHC KOMPRESSOR 5430cc

 GLクラス（X164) 
- GL-B8（419ps/56.1kgm）/ V8 DOHC 5461cc

 GLKクラス（X204) 
- GLK350-B7（287ps/360Nm）/ V6 DOHC 3498cc
- GLK320-B6（272ps/590Nm）/ V6 DOHC INTERCOOLER TURBO 2987cc

 MLクラス（W164) 
- ML-B63S（550ps）/ V8 DOHC 6208cc

 Cクラス（W203) 
- c-38S（300ps/360Nm）/ V6 DOHC 3700cc

 SMART（451) 
- ULTTIMATE112（112ps/15.4kgm）

ポルシェ911(992) 
- ブラバス820(820ps/950Nm)